# Helgedal och Hedentorp
Helgedal och Hedentorp är två bostadsområden i Kristianstad söder om motorvägen E22.

## Helgedal och Hedentorp

### Bostäder, befolkning och verksamheter
Helgedal hade 2020 800 invånare på en yta av på 37.6 hektar. Bebyggelsen bestod 2021 mest av friliggande småhus, kedjehus, mindre lägenhetshus, med en skola och några kommersiella verksamheter. Viktiga vägar inom området var Åsumsvägen och Sibyllevägen. Den senare anses vara en skiljelinje mellan Helgedal och Hedentorp. Området Helgedal var främst bostadsområde men har ett företag Stena recycling. Kommunen har en större verksamhet på området, Helgedalsskolan.
Hedentorp har 573 Invånare på 56.5 hektar. Viktiga vägar inom området är Hedentorpsvägen och Åsumsvägen. Bebyggelsen bestod av småhus av typen kedjehus, friliggande småhus med uthus eller garage, industrier, verksamheter och skola. Företag på området är Sikö auktioner, Toyota center, och Lantmännen.

### Service
Offentlig och kommersiell service är begränsad på området. Förskolor och en F-6-skola finns i Helgedal. Barn i Norra Åsum och Åsumtorp åker skolbuss till Slättängsskolan på Härlöv. Området saknar livsmedelsbutik men Hedentorp och Helgedal har relativt nära till utbudet inom Vilan. Östra delen av Hedentorp har industriverksamheter där Hedentorpsvägen utgör en förbindelse med industriområdet på Vilan norr om E22

### Helgedalskolan
Skolan uppfördes i tre olika etapper med första etappen färdig 1976 de andra under 1980-talet. Skolan är en låg- och mellanstadieskola med cirka 250 elever. Skolan byggdes om 2019 för två paralleller F–6 skola med  kapacitet att ta emot 400 elever. För förskolan byggdes fyra avdelningar. Förskola är sammanbygd med skolan. Förskolan förbereddes för en möjlig utbyggnad av ytterligare två avdelningar. Nybyggnaden omfattade 2 800 m2. Helgedalskolan byggdes om 2019 med Kristianstad kommun som byggherre. Arkitekter var Horisont Arkitekter med Peab som entreprenör för bygget. I delområdet som också innefattade Norra Åsum och Åsumtorp behöver en grundskola och en förskola tillkomma för att möta den ökade befolkningen om planerad bebyggelse blir av. Samtidigt finns det behov av idrotts- och fritidsanläggningar.

### Grönstruktur
Hedentorp och Helgedal har begränsad tillgång till grönstruktur.  Hedentorp och Helgedal har en större park vid Helgedalsvägen/Slåttervägen som med kompletteringar kan fungera bra som stadsdelspark. Men detta förutsätter att gång- och cykelpassagerna över Åsumsvägen blir säkrare. Boende öster om Åsumsvägen saknar en egen lokalpark med lekmöjlighet.

### Översvämningsrisker
Hedentorp och Helgedal har ännu inte ett komplett skydd mot översvämning från Helge å och Hammarsjön. Nya och kompletterade skyddsvallar planeras utmed bebyggelsens östra sida. Hedentorps industriområde i norr, intill E22, är särskilt låglänt med marknivåer under 1-1,5 meter över havet. Även västra Hedentorp och jordbruksmarken har låga marknivåer. Skyfallskarteringen visar att översvämningar kan uppstå inom bebyggda områden på jordbrukslandskapet. Ett stort låglänt område utsatt för risk för översvämnings finns norr om Helgedalsskolan. Markytan ligger delvis under havets nivå i området. Söder om Helgedal omedelbart väster om Åsumsvägen finns en svacka som översvämmas ofta. Dessa områden är olämpliga att bebygga.

### Trafikbuller
I norr gränsar de båda områdena till E22 och riksintresset för väg. Hedentorp och Helgedal utsätts för högt trafikbuller från E22 och Åsumsvägen. Åsumsvägen trafik bör inte öka på grund av ny bebyggelse utan nya åtgärder för att sänka nivåer av buller, vibrationer och öka trafiksäkerhet på Åsumsvägen..

## Historia
Bebyggelsestrukturen Hedentorp växte fram under tidigt 1900-tal som ett mindre samhälle med villor och industrier. Utmed den äldre Åsumsvägen fanns byn Norra Åsum och bebyggelsen vid Åsumtorp präglade av äldre bymiljöer och ensamma gårdar. Områdena utvecklades under senare hälften av 1900-talet med främst villabebyggelse. Bland villorna byggdes inslag av radhus, marklägenheter och mindre flervåningshus.
Banvallen mellan Kristianstad och Everöd har blivit cykelväg. Järnvägen öppnades för trafik år 1901 och var i trafik fram till år 1972. Söder om Långebro passerade järnvägen utmed  Hedentorps östra sida där det fanns en banvakt. Längre söderut nära kyrkbyn Norra Åsum, låg en station som hette Åsumtorp. Den före detta banvallen från Hedentorp och söderut är en viktig förbindelse och kan användas inte bara som cykelväg utan för promenader och annan motion och för att nå naturområdet Åsums Furu.
Redan 1907 hade på Östra Skånes Järnvägsaktiebolags initiativ påbörjats en egnahemsbebyggelse längs järnvägen mot Skepparslöv vid Helgedal. Hedentorp hade före 1930 en bebyggelse omfattande ett 60-tal hus. Byggandet av villor fortsatte efter Vilans inkorporering i Kristianstad stad 1941. Området Helgedal väster om Åsumsvägen bebyggdes under 1960-talet. Helgedalskolan var färdig 1976. I skriften Stadens årsringar  från 2000 skriver Sune Friström: På Hedentorp och Helgedal produceras småhus i en strid ström under 1950-, 60- och 70-talen.
En gård väster om Långebro hette Hedentorp efter ägaren P. H. Hedenblad. På gården byggdes 1841 en  herrgårdsliknande huvudbyggnad med en anlagd park. I början av året 1966 försvann huvudbyggnaden på Hedentorps gård. Byggnaden revs inte utan eldades upp vid en brandövning. Gården låg i vägen för nya motorvägen förbi Kristianstad. De sista resterna av gården revs 1969. Gården fanns vid nuvarande påfart till motorvägen. Helgedals gård låg sydost om Hedentorp, i omedelbar närhet av Helgeån, ungefär där Hedentorpsvägen når Åsumsvägen. 
År 1752 grundade Anders Fischerström ett tegelbruk vid Hedentorp. Tegelbruket var stort och hade drygt 200 arbetare.

## Kristianstad översiktsplan 2021
Planen innebär att en stor andel jordbruksmark omvandlas till stadsbygd. Delområdet i planen som omfattar också Norra Åsum och Asumtorp och gränsar till Vä och Öllsjö i väster. Mot norr gränsar delområdet till stadsdelen Vilan och E22:an. I öster går områdesgränsen i Hammarsjön. I Sydväst gränsar delområdet till Åsums Fure och i söder sträcker sig området till plangränsen.
Delområdet består av stora ytor öppen mark och vatten. Endast i norr finns en naturlig gräns i motorvägen. Delar av området består av vatten och otillgängliga våtängar vid ån. Området har också en stor andel jordbruksmark. Områdets bostadsbestånd består i huvudsak av småhus i form av villor.  Öppen jordbruksmark finns fortfarande kvar mellan Åsumtorp och Helgedal och mellan Norra Åsum och Åsumtorp.
Åsumsvägen måste byggas om innan Hedentorp och Helgedal kan få fler bostäder. Åsumsvägen förbinder Kristianstads stadsdelar väster om Helgeån med varandra och med Vilan och den centrala staden i norr. Vägen har också stor genomfartstrafik från Åhus och från väg 1640 mot Gärds Köpinge. Trafiken är intensiv och omfattar cirka 8 000 bilar per dygn genom Hedentorp och Helgedal. Den intensiva trafiken ger problem med högt buller, vibrationer och bristande trafiksäkerhet. Skolbarn ska ta sig över vägen mellan den östra och den västra sidan av området. Trafikplan för Kristianstad vill utreda alternativ till en ny förbifart. Högsta hastighet på Åsumsvägen har sänkts från 50 till 40 km/h. Trafikplanen föreslår att trafik mot centrum leds via Hedentorpsvägen. Området har bra kollektivtrafik genom stadsbuss linje 4 som trafikerar Åsumsvägen från Kristianstad C till Åsums fure. Större delen av befintlig bebyggelse har en busshållplats inom 400 m.
Antalet bostäder I översiktsplanens delområdet är innan ny bebyggelse 1200 bostäder varav 85 % var småhus och 15 % flerbostadshus. Planen föreslår 800 nya bostäder i delområdet. 76 % av bostadsbeståndet utgörs av äganderätter och 12 % av bostadsrätter och 12 % av hyresrätter. Planen omfattar ett större delområde än Helgedal/Hedentorp.  Delområdet omfattar stadsdelarna Hedentorp, Helgedal, Åsumtorp och Norra Åsum som ligger som tre bebyggelsegrupper mellan Åsums kyrka och centrala staden på Hammarsjöns västra sida. Närmast Hammarsjön i nordöst ligger ett industriområde. Planförslaget innebär att de tre bebyggelsegrupperna byggs samman till ett sammanhängande bebyggelsestråk mellan Vilan och Norra Åsums kyrka. Andelen grönområden är liten och i planen föreslås  flera grönstråk för att öka tillgänglighet mellan stadsdelarna och till Åsums fure.
Planförslaget föreslår att tre grönstråk, som binder samman Hedentorp med Åsums fure och strandområdet vid Hammarsjön. Helgedals gröning ska få en yta för dagvattenhantering och samtidigt för rekreation. Helgedal ligger lågt och riskerar att drabbas av höga vattenstånd vid skyfall. Helgedals gröning blir en viktig yta för rekreation i Helgedal  och planerad nybyggnation söderut. Vallen öster om Hedentorp ger inte bra skydd enligt prognoser på framtida vattennivåer i Helgeå. Hedentorp behöver en förstärkt skyddsvall och markreservationer för ombyggnad och nybyggnad av skyddsvallar måste avsättas öster om Hedentorp. Innanför vallen avsätts mark för en markväg och mark för framtida behov skapa en högre vall.
Våtmarkerna kring Hammarsjön har höga natur- och rekreationsvärden och omfattas av olika skyddsbestämmelse och är riksintressen, Natura 2000 och naturreservat. Det obebyggda området öster om Åsumsvägen omfattas av riksintresse för naturvård och friluftsliv. Framtida ökad bebyggelse och befolkning måste utformas med hänsyn till dessa naturintressen.